# Алавердоба (фільм)
«Алавердоба» (рос. «Алавердоба», груз. «ალავერდობა») — грузинський радянський художній фільм 1962 року кінорежисера Георгія Шенгелая. Фільм є однією з двох новел кінозбірника «Дві історії».

## Сюжет
Алавердоба — традиційне релігійне грузинське свято, присвячений збору врожаю. Відразу на це свято і потрапляє молодий журналіст, який приїжджає до Кахетії у долину Алазані.
Журналіст намагається, здійснюючи по справі купу безрозсудливих вчинків, порушити природний хід свята як для віруючих, так і для невіруючих. Один з таких його вчинків — вкрасти чужого коня, за ним кидається кілька селян, мешканців села. Інший вчинок — піднятися на купол храму.
У підсумку гість-журналіст розуміє, що його справа була дурною: він не може порушити хід прекрасного свята. Крім того, герой починає розуміти, що саме тут в Кахетії він побачив і відчув справжнє життя.

## Актори
- Гейдар Палавандішвілі — Гурамі
- Коте Даушвілі — Lezghin
- Іраклі Квокрашвілі — Продавець
- І. Балісевич — Водій
- Нодар Піранішвілі — Перукар
- Коте Толорая — Qisti
- А. Абрамішвілі
- В. Челтіспірелі
- Коте Мікаберідзе
- Папуна Церетели